# کاووتک
کاووتک (انگلیسی: Cavotec) شرکت لجستیک سوئیسی است، که در سال ۱۹۷۴ تأسیس شد.